# تیراندازی در المپیک تابستانی ۱۹۷۶
تیراندازی در بازی‌های المپیک تابستانی ۱۹۷۶ نام رویداد ورزش تیراندازی در بازی‌های المپیک تابستانی بود که در سال ۱۹۷۶ برگزار شد. این مسابقات از هفت بخش تشکیل شده بود که در آن هفت بخش هم زنان و هم مردان بودند که در مونترال برگزار شد.

## جدول مدال‌ها
| رتبه | کشور           | Gold | Silver | Bronze | مجموع |
| ---- | -------------- | ---- | ------ | ------ | ----- |
| 1    | East Germany   | ۲    | ۲      | ۰      | ۴     |
| ۲    | United States  | ۲    | ۱      | ۰      | ۳     |
| ۳    | Soviet Union   | ۱    | ۱      | ۱      | ۳     |
| ۳    | West Germany   | ۱    | ۱      | ۱      | ۳     |
| ۵    | Czechoslovakia | ۱    | ۰      | ۰      | ۱     |
| ۶    | Netherlands    | ۰    | ۱      | ۰      | ۱     |
| ۶    | Portugal       | ۰    | ۱      | ۰      | ۱     |
| ۸    | Italy          | ۰    | ۰      | ۲      | ۲     |
| ۸    | Poland         | ۰    | ۰      | ۲      | ۲     |
| ۹    | Austria        | ۰    | ۰      | ۱      | ۱     |